# Cactus Air Force
Cactus Air Force er betegnelsen for den vestallierede flystyrke, som var stationeret på øen Guadalcanal fra august 1942 til december 1942 under den indledende del af slaget om Guadalcanal og især de fly, som operererede fra Henderson Field. Fra december blev enhedens officielle navn Allied Air Forces in the Solomons, men Cactus Air Force blev stadig anvendt tit i omtale af enheden. Begrebet "Cactus" (kaktus) er afledt af de Allieredes kodenavn for øen. I april 1943 blev enheden omdøbt til AirSols.

## Baggrund
Den 7. december 1941 angreb japanerne den amerikanske stillehavsflåde i Pearl Harbor på Hawaii. Angrebet lammede en stor del af den amerikanske slagskibsflåde og førte til krig mellem de to lande. Ved at starte denne krig søgte de japanske ledere at neutralisere den amerikanske flåde, erobre områder, som var rige på råstoffer og opbygge strategiske baser hvorfra de kunne forsvare deres vidtstrakte imperium. Japanske styrker angreb og besatte også Hongkong Filippinerne, Thailand, Malaya, Singapore, Hollandsk Ostindien, Wake Island, New Britain og Guam.
To japanske forsøg på at udvide deres forsvarsring mod syd og i det centrale Stillehav blev forpurret i slaget i Koralhavet (maj 1942) og slaget ved Midway (juni 1942). Disse to strategiske sejre til de Allierede gav mulighed for at gribe initiativet og indlede en modoffensiv mod japanerne et sted i Stillehavet. De Allierede valgte Salomonøerne, mere præcis de sydlige Salomonøerne: Guadalcanal, Tulagi og Florida.
Allierede strateger vidste at den japanske flåde havde besat Tulagi i maj 1942 og havde bygget en flyvebådsbase i nærheden. Bekymringen voksede da den japanske flåde i starten af juli begyndte at bygge en stor flyveplads nær Lunga Point på den nærliggende ø Guadalcanal. Når disse baser var færdige kunne de beskytte Japans store base i Rabaul, true de allierede forsyningslinjer mellem USA og Australien og New Zealand og danne udgangspunkt for mulige fremtidige offensiver mod Ny Hebriderne, Fiji, Samoa og Ny Kaledonien.
Den allierede plan om at angribe de sydlige Salomonøer var udtænkt af den amerikanske flådes øverstkommanderende admiral Ernest King. King foreslog modoffensiven for at forhindre at de sydlige Salomonøer blev brugt af japanerne som baser, der kunne true forsyningslinjerne mellem USA og Australien, og for at kunne bruge dem som udgangspunkt for en offensiv med det mål at isolere eller erobre den nye store japanske base i Rabaul. Samtidig kunne denne operation også støtte de Allieredes felttog på Ny Guinea. Alt dette havde det ultimative mål at åbne vejen for at USA kunne generobre Filippinerne. Den amerikanske admiral Chester Nimitz, som var øverstkommanderende for de allierede styrker i Stillehavet, etablerede Operationsområdet i det sydlige Stillehav med viceadmiral Robert L. Ghormley som chef den 19. juni 1942 for at styre den allierede offensiv på Salomonøerne.
Den 7. august 1942 gik 1. marinedivision i land på Tulagi og Guadalcanal ved Lunga Point, hvor de erobrede den delvis færdige japanske flyveplads og indledte dermed den første modoffensiv, som de Vestallierede havde gennemført under Stillehavskrigen. Færdiggørelsen af flyvepladsen gik straks i gang, fortrinsvis med erobret japansk udstyr. Den 12. august blev flyvepladsen omdøbt til Henderson Field, opkaldt efter major Lofton R. Henderson, som blev dræbt under slaget om Midway og som var den første pilot i marinekorpset, som blev dræbt under slaget. Den 18. august var Henderson Field klar til operationer.

## Henderson Field
Da de første fly begyndte at ankomme, kunne Henderson Field dårligt kaldes en flyveplads. Det var en uregelmæssig klat, som var skåret ud af øens bevoksning – delvis i og delvis udenfor en kokosnødsplantage, med en landingsbane, som var for kort og med få volde af sandsække, som kunne beskytte flyene mod granatsplinter. Efter at være landet på Henderson Field den 4. september beskrev lederen af det amerikanske marinekorps' 25. gruppe, oberst W. Fiske Marshall flyvepladsen ved at sige, at den "lignede en Doré tegning af helvede."
Landingsbanen forløb 720 meter fra nordvest mod sydøst med grusbelægning og yderligere 300 meter med Marsden Matting, som ofte var fyldt med kratere fra japansk artilleri og skibskanoner. Landingsbanen var i så dårlig forfatning, at den kostede lige så store tab i fly, som kampe med fjenden. I heden var banen en bowle af sort støv, som satte sig i flymotorerne. Når det regnede blev flyvepladsen hurtigt mudret, og flyene sad fast i dybt mudder. Major Marion Carl beskrev den som "...det eneste sted på jorden hvor man kunne stå i mudder til knæene og stadig få støv i øjnene." De tunge styrtbombefly havde det sværest, da de havde hjul af massiv gummi, som var udformet til starter og landinger på hangarskibe, og som flænsede landingsbanen op som et plovskær. Der blev eksperimenteret med hjul af træ, men de fungerede ikke bedre. Landingsbanen blev forlænget og gjort bredere flere gange under det lange slag om Guadalcanal og den 4. september havde den nået en længde på 1.140 meter og en bredde på 45 meter.
Henderson Field lå tæt på de tyndt besatte linjer, som blev forsvaret af 1. marinedivision, så sikkerheden var altid en bekymring. Der var ingen tankvogne, hangarer eller reparationsbygninger. Beskadigede fly blev kannibaliseret i jagten på reservedele, og da der ikke var bombekraner måtte al ammunition løftes på plads i flyene med håndkraft. Benzin, som der altid var mangel på, måtte pumpes med håndpumper fra olietønder. Efter at der var ankommet benzinbiler måtte flybenzinen stadig håndpumpes op på lastbilerne.
Den 9. september 1942 åbnede flådens 6. konstruktionsbataljon (SeaBees) en ny landingsbane omkring 1½ km øst for Henderson Fields oprindelige landingsbane. Den nye landingsbane, som fik betegnelsen "Fighter 1", bestod af nedstampede græstørv og var omkring 1.380 meter lang og 90 meter bred. Marinekorpsets jagereskadriller begyndte at operere fra Fighter 1, mens resten af flyene der opererede fra Henderson Field fortsatte med at bruge den oprindelige landingsbane, som herefter blev kaldt "Bomber Field No. 1."
Faciliteterne på Henderson Field begyndte at blive bedre omkring 15. november da den officielt blev en base for marinekorpset. Der blev bygget egentlige landingsbaner af koralsten, som blev sejlet til øen, da de lokale koraller blev vurderet til at være for rådne og sjappede.

## Levevilkår
Levevilkårene på Guadalcanal var nogle af de vanskeligste, som marineflyverne nogensinde havde stået overfor. Piloter og mekanikere boede i telte med mudder på gulvene i en oversvømmet kokosnødsplantage, der blev kaldt "Mosquito Grove". Disse levevilkår betød at de fleste marineinfanterister fik tropesygdomme såsom malaria, dysenteri, dengue feber og svampeinfektioner. Om natten skete det med mellemrum, at japanske skibe bombarderede flyvepladsen, og om dagen slog japanske artillerigranater ofte ned. Den værste nat med bombardementer var 13.-14. oktober 1942 da to japanske slagskibe affyrede over 700 svære granater mod Henderson Field — hvorved de gav dækning til den japanske flådes landsætning af forstærkninger længere mod vest på Guadalcanal.
Næsten daglig omkring middag bombarderede grupper på 20 til 40 Mitsubishi G4M "Betty" bombefly i 6 kilometers højde i en perfekt V-formation Henderson Field. De blev altid eskorteret af en eskadrille jagerfly, og disse bombardementer bidrog til at gøre livet på Guadalcanal endnu mere jammerligt.

## Chefer
I tiden fra den første marineeskadrille landede den 20. august og indtil den 25. august var der ingen chef for marineflyverne, som i stedet var direkte underlagt general Vandegrift. Marinekorpset havde ikke udpeget en chef for luftoperationer mens hæren allerede havde en eskadrille på flyvepladsen og den var begyndte at få karakter af en flådebase efter at den var blevet lovet til visse flådeenheder. Den første chef fra marinekorpset var oberst William W. Wallace, men han var kun midlertidig chef. Cactus Air Force var i princippet underlagt kontreadmiral John S. McCain, som havde kommandoen over alle landbaserede allieree fly i det sydlige Stillehav. Vandegrift og hans operationelle ledere havde imidlertid den lokale taktiske kommando over de allierede fly, som opererede fra Henderson Field.
Den 3. september 1942 ændrede situationen sig for de belejrede flyvere da brigadegeneral Roy Geiger ankom om bord på det første SCAT fly, der landede på øen, en R4D Skytrain. Som chef for flyene på Guadalcanal (ComAirCACTUS) og 1. marine eskadrille opslog Geiger sit hovedkvarter i en japansk pagode af træ, som lå på en bakke omkring 200 meter fra flyvepladsen.
Med sin energi, eksempel og personlighed hævede han moralen blandt de overlevende i eskadrillen. Han blev beskrevet som "...studs, kold og nogle sagde hård....han var fast besluttet på at presse mænd og maskiner til det yderste". Under hans tid som chef, blev det sagt, at der var en "følelse af desparation, men aldrig af opgivenhed".
Det var et stort pres at være chef og leve under de barske levevilkår og udmattet såvel mentalt som fysisk overdrog den dengang 57 årige Geiger den 7. november kommandoen til sin stabschef, brigadegeneral Louis E. Woods.
Brigadegeneral Woods havde været pilot i 21 år, og havde kommandoen i det der blev kaldt den mørkeste tid under felttoget. Han var imidlertid den rette mand på posten og ændrede sig hurtigt fra at være en "venlig oberst til en blodtørstig brigadegeneral." Woods overdrog også kommandoen over CAF. Det skete 2. juledag til brigadegeneral Francis P. Mulcahy, som dengang var chef for 2. marineeskadrille.

## Japanerne
Hovedparten af de japanske fly, som kom i kamp med Cactus Air Force var fra den kejserlige japanske flådes flystyrker. Den 7. august da slaget om Guadalcanal begyndte, opererede 5. flystyrke under kontreadmiral Sadayoshi Yamada fra Rabaul på New Britain og Lae på Papua Ny Guinea og havde ansvaret for flådens luftoperationer på det østlige Ny Guinea og Salomonøerne. 5. luftangrebsstyrke var en sammensat enhed, som primært bestod af tilknyttede enheder fra 25. luftflotille og som havde rapport til 11. luftflåde under Nishizo Tsukahara. Om morgenen den 7. august bestod 5. luftangrebsstyrke af 39 jagerfly, 32 middeltunge bombefly, 16 styrtbmbefly og 17 flyvebåde, herunder de 15 flyvebåde på Tulagi, som blev ødelagt under de indledende allierede luftangreb ved landgangen på Tulagi og Guadalcanal.
5. luftangrebsstyrkes vigtigste bombeenhed var 4. luftgruppe som fløj Mitsubishi G4M Type 1 "Betty" bombefly. 24 af jagerflyene i 5. luftangrebsstyrke tilhørte Tainan Luftgruppen under kaptajn Masahisa Saito. Tainan Luftgruppen havde nogle af de største japanske flyveresserog fløj A6M2 Zero jagere. Med 55 piloter og 24 fly fik kun de mest erfarne og dygtigste piloter lov til jævnt hen at deltage i kampoperationer. Styrtbombeflyene (Aichi D3A1 "Val") og de resterende jagerfly (A6M3 Zeros) tilhørte 2. luftgruppe. De fleste af styrtbombeflyene gik tab under angrebene den 7. og 8. august mod de allierede landgangsstyrker. Den 7. og 8. august sluttede Misawa Luftgruppen fra 6. luftangrebsstyrke (også kaldet 26. luftflotille) under viceadmiral Seigo Yamagata fra Tinian sig til 5. luftangrebsstyrke med 27 Type 1 bombefly i Rabaul. Omkring det samme tidspunkt flyttede admiral Tsukahara moved fra Tinian til Rabaul for direkte at styre luftoperationerne mod de allierede styrker ved Guadalcanal.
Den 4. luftangrebsstyrker og Misawa luftgruppen led svære tab under angreb på de allierede landgangsflåder ud for Guadalcanal den 7. og 8. august. De mistede 24 bombefly og 153 besætningsmedlemmer blev dræbt, mens Tainan luftgruppen mistede fire zeroer og fire piloter. Indtil forstærkninger nåede frem kunne 5. luftangrebsgruppe ikke fortsatte med at angribe marinestillinger på Guadalcanal, hvilket gav amerikanerne tid til at færdiggøre den erobrede flyveplads ved Lunga Point uden at blive afbrudt af luftagreb. Den 20. august ankom 19 type 1 bombefly fra Kisarazu luftgruppen i 6. luftangrebsstyrke til Kavieng. Den 2. september sluttede 10 Type 1 bombefly fra Chitose luftgruppen i 24. luftflotille sig til dem i Kavieng. Begge grupper deltog i efterfølgende bombeangreb på Guadalcanal. 13 Zeroer og piloter fra 6. luftgruppe sluttede sig til 2. luftgruppe i Rabaul den 31. august og begyndte at flyve kampmissioner over Guadalcanal den 11. september.
Fra 1. oktober til krigens slutning var 11. luftflåde under kommando af Jinichi Kusaka også placeret i Rabaul. Af kendte piloter i 11. luftflåde kan nævnes Hiroyoshi Nishizawa og Junichi Sasai.
En styrke af japanske flyvebåde med betegnelsen R-områdets luftstyrke blev etableret den 28. august under kontreadmiral Takatsugu Jojima og opererede fra Rabaul og fremskudte operationsbaser ved Buin, Shortlandøerne og Rekata Bay på Santa Isabel. Dens fly stammede fra fire eskadriller, som var tildelt til de japanske flyvebåds tendere Kamikawa Maru, Chitose, Sanyo Maru og Sanuki Maru.
Styrken gav fortrinsvis dækning til japanske konvojer, som leverede tropper og forsyninger til Guadalcanal, gennemførte rekognosceringsmissioner omkring Salomonøerne og angreb lejlighedsvis Henderson Field.
Luftenheder fra japanske hangarskibe, såsom Shōkaku, Junyō, Zuikaku og Ryūjō, opererede enten fra baser i land med 11. luftflåde eller fra hangarskibene selv og kom i kamp med fly fra Cactus Air Force på forskellige tidspunkter under slaget om Guadalcanal.

## Operationer

### August
Den 20. august landede marinepiloter fra 23. marineluftgruppe med 18 F4F Wildcat jagerfly fra VMF-223 under Major John L. Smith og et dusin SBD Dauntless styrtbombefly fra VMSB-232 under oberstløjtnant Richard Mangrum, som kom fra eskortehangarskibet [USS Long Island, på Henderson Field, og disse fly fløj kampmissioner den følgende dag. De fik den 22. august selskab af United States Army's 67. forfølgelseseskadrille under Major Dale Brannon med fem P-400 og den 24. august af 11 SBD styrtbombefly fra hangarskibet USS Enterprise fordi de ikke kunne lande på deres eget hangarskib, der havde fået skader i kamp under slaget øst for Salomonøerne. I slutningen af august fik disse fly selskab af 19 nye Wildcats fra VMF-224 under Major Robert E. Galer og 12 yderligere SBD styrtbombefly fra VMSB-231, som også tilhørte 23. marine luftgruppe. Denne blandede styrke fra hær, flåde og marinekorps og af fly af forskellig type blev starten på Cactus Air Force.
Den 21. august var marinekorpsets fly i kamp for første gang, men med blandede resultater. Japanske Zeroer fra Tainan Luftgruppen, som eskorterede en gruppe bombefly (bombeflyene ledte forgæves efter amerikanske hangarskibe syd for Guadalcanal) passerede over Henderson Field Field på vejen tilbage til Rabaul, og seks af dem blev mødt af fire Wildcats fra Cactus Air Force i 4.200 meters højde. Kampen gav major Smith sin første sejr i luftkamp, men to af de andre piloter styrtede ned da de landede deres beskadigede fly, og begge Wildcats blev totalskadede. Japanerne led faktisk ingen tab under denne luftkamp. Samme nat eksploderede et dæk på en SBD Dauntless da den var ved at lette. Det fik flyet til at slå en kolbøtte, så også det fly gik tabt.
Den 24. august under slaget øst for Salomonøerne mellem hangarskibe fra USA og Japan sendte den japanske viceadmiral Chuichi Nagumo sit lette hangarskib Ryūjō frem foran den japanske hovedstyrke, for at gennemføre et angreb mod Henderson Field. Ryūjō missionen skete formentlig som reaktion på en anmodning fra Nishizo Tsukahara, flådechefen i Rabaul, om hjælp fra den kombinerede flåde til at neutralisere truslen fra Henderson Field. Kl. 12.20 og 320 km nordøst for Guadalcanal afsendte Ryūjō seks "Kate" bombefly og 15 A6M Zero jagere, der skulle angribe Henderson Field i forbindelse med et angreb fra 24 "Betty" bombefly og 14 Zero jagere fra Rabaul. Uden at styrken fra Ryūjō var blevet informeret var styrken fra Rabaul vendt om, da de stødte på dårligt vejr. Flyene fra Ryūjō' nåede til Henderson Field kl. 14.23 og kæmpede mod 14 Marine Wildcats og 4 P-400 mens de bombarderede flyvepladsen. Under kampene blev 3 Kate, 3 Zeroer og tre marinejagere skudt ned og der skete ingen skader på Henderson Field. To marinepiloter og 8 japanske flyvere blev dræbt. Alle de japanske fly gik til sidst tab, da deres hangarskib blev sænket, mens de angreb Henderson Field, af fly fra USS Saratoga, hvilket tvang de japanske fly til at lande på vandet efter at de var vendt tilbage til der hvor hangarskibet skulle være.
Den 31. august blev det amerikanske hangarskib USS Saratoga torpederet af en japansk undervandsbåd. Da skibet var nødt til at vende tilbage til Pearl Harbor for at blive repareret i tørdok, blev de fleste af Saratogas fly og flybesætninger tilbage på Espiritu Santo. Admiral McCain planlagde med at sende nogle af disse fly af sted for at forstærke Cactus Air Force på Guadalcanal.

### September
Den 2. september begyndte marinekorpsets 3. forsvarsbataljon at drive en radarstation på Henderson Field, som sammen med meldinger fra kystobservatørerne hjalp til at give forvarsel om japanske fly i anflyvning.
Den 3. september – samme dag som Geiger ankom, bestod CAF af kun 64 operationsklare fly. På grund af de svære tab, som CAF havde lidt, besluttede admiral McCain straks at indsætte USS Saratoga's jagereskadriller på Guadalcanal. Den 4. september fløj 24 F4F'er fra VF-5 fla Espiritu Santo til Henderson Field.
Mellem den 1. og 8. september koncentrerede de japanske flyenheder i Rabaul sig om at give luftstøtte til japanske hærstyrker, som opererede langs Kokoda stien på Ny Guinea under slaget om Kokoda stien. Den 9. september genoptog japanerne imidlertid luftoperationerne mod Henderson Field, med det formål at nedkæmpe CAF og isolere de amerikanske styrker på Guadalcanal.
Mellem den 21. august og 11. september foretog japanerne i alt 10 angreb på Guadalcanal hvorved de mistede 31 fly og yderligere fik 7 alvorligt beskadiget, primært som følge af CAF jagernes forsvarsindsats. De fleste af de japanske flyvere i de ødelagte fly blev dræbt. I samme periode midstede CAF marinejagere 27 fly og 9 piloter blev dræbt.
Den 12. september angreb 25 Bettyer og 15 Zeroer Henderson Field. Efter at være blevet varskoet af kystobservatøren Donald Kennedy og radaren på Henderson Field var 20 jagerfly blevet sendt op for at imødegå angrebet. I det efterfølgende slag blev to Betty bombefly skudt ned af anti luftskyts og fire Bettyer og en jager blev skudt ned af jagerfly. En flådepilot døde da han forsøgte at lande sit beskadigede jagerfly på Henderson Field efter kampen.
Samme nat blev flyvepladsen bombarderet af den japanske krydser Sendai og tre destroyere, som støttede den japanske hærs angreb på Lungastillingen i den første nat af slaget ved Edson's Ridge. Dette bombardement dræbte to piloter fra VMSB-232 og en pilot fra VMSB-231, men det ødelagde ingen fly eller flyvepladsen som sådan.
Den 13. september ankom der 18 Wildcats til Henderson Field fra hangarskibene USS Hornet og USS Wasp. Om morgenen for dette, sendte Tsukahara en rekognosceringsmission på to type 2 fly med en eskorte på 9 Zeroer for at finde ud af om den japanske hær havde haft held af at erobre Henderson Field i løbet af natten. Zeroerne kom i kamp med CAF jagere fra VMF-223, 224 og VF-5, hvorved de mistede fire Zeroer og deres piloter. CAF mistede også fire jagere, to i kamp og to på grund ved uheld. To piloter blev dræbt. Under et angreb kl. 14 om eftermiddagen med 27 Bettyer og 12 Zerojagere kom det igen til svære kampe med CAF. To Bettyer gik tabt og to blev svært skadet. Tre besætningsmedlemmer blev dræbt og 6 taget til fange. To Wildcats, en fra VMF-212 og en fra VF-5 gik tabt, og begge piloter blev dræbt. Samme dag strøj to flyvebåds Zeroer fra R-området i Rekata Bay ind over Lunga Point og nedskød et observationsfly fra VMSB-231 hvorved begge besætningsmedlemmer blev dræbt. Et andet CAF observationsfly fra VS-3 landede på havet samme eftermiddag under deres afsøgningsmission, og ingen af besætningsmedlemmerne blev set siden. Senere på dagen ankon 12 VS-3 SBD'er og 6 VT-8 TBF Avenger torpedofly til Henderson Field som forstærkninger.
Den 14. september angreb styrken fra R-området Henderson med i alt 24 flyvebådsjagere og bombefly i løbet af dagen. De mistede 8 af dem uden tab til CAF. Et angreb med 7 jagerfly fra 2. luftgruppe i Rabaul ramte også Lunga den dag, og kostede et fly og en pilot. Et japansk rekognosceringsfly blev også skudt ned over Guadalcanal samme dag. Det eneste tab for CAF var en VMF-223 Wildcat som styrtede ned under starten hvorved piloten blev alvorligt kvæstet.
Der indtraf en pause i luftkampene over Guadalcanal uden japanske angreb mellem jagere og bombefly til Rabaul, mens amerikanerne fløj 23 jagere og bombefly til Henderson Field. Den 20. september havde japanerne i alt 117 fly i Rabaul mens CAF talte 71 fly på Henderson Field.

### Oktober
Tekst mangler, hjælp os med at skrive teksten

### November
CAF nåede højdepunktet af kampkraft den 12 november med 47 jagere, 23 taktiske bombefly og 12 middelsvære bombefly. Efter i halvanden måned at have udholdt stadig natlig granatbeskydning fik Piloterne på Henderson Field deres første mulighed for at ramme et japansk slagskib da Hiei mistede styringen efter søslaget ved Guadalcanal. Dette slagskib blev angreb et gentagne gange af fly fra Henderson Field og fra USS Enterprise. Efter at have fået adskillige direkte træffere og være brudt i brand blev Hiei sænket af sin besætning.
Den første flyenhed fra et andet land, der ankom til Henderson Field kom den 26. november da No.3. Squadron fra Royal New Zealand Air Force ankom med Lockheed Hudson lette bombefly til rekognoscering.

### December
Den 26. december var der 161 fly af forskellige typer på Guadalcanal.

## Taktik
De amerikanske jagerpiloter fra flåde og marinekorps, som ikke havde ret meget erfaring med flyvning i høj højde, havde en ulempe fra starten fordi deres F4F Wildcat ikke var i samme klasse som den japanske A6M Zero når det drejede sig op tophøjde, stigningsrate og manøvrabilitet. Zerojageren var lettere, hurtigere og havde en bedre stigningsrate. De amerikanske piloter lærte hurtigt at man ikke skulle i hundeslagsmål med Zeroen. I stedet, hvis de kom i kamp med en enkelt, skulle de give den en enkelt salve, mens de dykkede ned mod den og derpå fortsætte dykket og trække sig bort, stige og angribe igen. Piloterne i Cactus Air Force måtte til stadighed forbedre deres taktik og teknikker, stole på teamwork i hundeslagsmål og forbedre deres skydefærdigheder for at holde sig ovenpå i forhold til Zeroerne.
På grund af Zeroens manøvredygtighed gik amerikanske piloter hurtigt over til "hit and run" taktik i lighed med dem som blev anvendt af de amerikanske Flying Tigers i Kina og Burma og taktikken med to fly, som gensidigt beskyttede hinanden. Denne taktik var tidligere blvet udviklet af flådepiloterne John Thach og Edward O'Hare og var kendt som "Thach fletning". Flyene blev i nogenlunde samme område, og hvis der dukkede Zeroer op havde de bedre mulighed45 for at angribe flyet der lagde sig i halen på deres kollega.
En amerikansk pilot havde bemærket:
" En Zero mod en Grumman er ikke en lige kamp, men med gensidig støtte har to Grummans samme værdi som fire eller fem Zeroer."
Ser man bort fra ulemperne, så havde Wildcat jageren også fordele. Jageren var velpansret i forhold til den ubeskyttede Zero, den havde selvtættende brændstoftank og havde tilstrækkelig ildskraft med fire 11,7 mm Browning M-2 maskingeværer. Marinepiloter som havde været meget skeptiske siden slaget ved Midway havde stor tiltro til deres fly i begyndelsen.
Fordi de ikke effektivt kunne gå i nærkamp med Zeroerne, erkendte piloterne fra Henderson Field, at det bedste de kunne gøre var at bryde de daglige angreb op og overleve så de kunne kæmpe en anden dag. Med dette i baghovedet, var deres primære mål bombeflyene frem for jagerne, og mange af de taktikker, der blev indført var udtænkt af marinepiloten major John L. Smith. Amerikanske fly forsøgte altid at starte angrebet mindst 1.500 meter over de japanske formationer, og de koncentrerede deres angreb om de bageste fly i den japanske formation. Det gav dem en gode vinkler til at skyde mod de udsatte benzintanke på de japanske bombefly, og det gav også bombeflyene problemer med at beskyde dem, da de amerikanske jagere passerede højt over dem og angreb de japanske fly fra blinde vinkler. Denne taktik fik også den japanske jagereskorte til at søge op i højden, hvilket brugte ekstra benzin og betød at de kunne være i kortere tid over Guadalcanal.
Fra 3. september til 4. november 1942 hævdede Cactus Air Force at have nedskudt 268 japanske fly i luftkamp, og hertil kom store skader på andre fly.

## Kystobservatører
På grund af det begrænsede antal fly og brændstof, som var til rådighed i begyndelsen af felttoget, kunne CAF ikke opretholde en permanent jagerpatruljering over Henderson Field. Derfor var det af afgørende betydning for CAF at få forvarsler om forestående japanske angreb, så flyene kunne nå at lette inden japanerne nåede frem. Australske kystobservatører, heriblandt W. J. Read på den nordlige del og Paul Mason på det sydlige Bougainville, Donald Kennedy på New Georgia og Geoffrey Kuper på Santa Isabel kunne sende besked når japanske flyformationer havde retning mod øen, og gav derved forsvarerne på Guadalcanal tid til at komme i luften. Den 16. august opstillede orlogskaptajn Hugh A. Mackenzie fra Royal Australian Navy, som var næstkommanderende for efterretningsvæsenet i British Solomon Islands Protectorate, en radiostation ved Henderson Field for at aflytte kystobservatørernes transmissioner og videregive deres advarsler til CAF. Admiral Bull Halsey sagde seren, at kystobservatørerne "reddede Guadalcanal".
Adskillige kystobservatører var stationeret forskellige steder på Guadalcanal, bl.a. Martin Clemens (som også var en lokal embedsmand i British Solomon Islands Protectorate), Leif Schroeder, Donald Macfarlan, Ken Hay og Ashton Rhoades. Disse kystobservatører og indfødte på Salomonøerne reddede og returnerede adskillige allierede piloter under slaget.

## Efterspil
Styrtbombeflyene og torpedoflyene fra Cactus Air Force sænkede eller ødelagde 17 store fjendtlige skibe, herunder et slagskib, en tung krydser (Kinugasa), en let krydser (Yura), tre destroyere (Asagiri, Murakumo og Natsugumo) og 12 transportskibe. Hertil kom at muligvis sænkede tre destroyere og en tung krydser samt beskadige 18 andre skibe alvorligt, herunder en tung krydser og fem lette krydsere. Mest bemærkelsesværdig var sænkningen af Hiei, som CAF sammen med fly fra Enterprise og B-17 bombefly fra Espiritu Santo, fik sænket efter at den havde lidt alvorlige skader under søslaget ved Guadalcanal.
De 15 marineeskadriller, som kæmpede fra Guadalcanal i denne periode havde tab på 94 dræbt eller savnede piloter og yderligere 177 blev evakueret fra øen som sårede eller med tropesygdomme. Det samlede tabstal for de japanske flystyrker under angreb i forbindelse med slaget om Guadalcanal er aldrig blevet opgjort.
Slaget om Guadalcanal blev en afgørende punkt for marinekorpsets flyvere under 2. verdenskrig, og i de følgende 50 år. De mange erfaringer, som marinekorpsets flyvende enheder fik, drejede sig om problemerne ved ikke at have luftherredømme, betydningen af radar, fjendtlige krigs- og transportskibes sårbarhed og den afgørende betydning af hurtigt at få etableret flyvepladser under amfibieoperationer.

## Slagorden
Alle luftenheder på Guadalcanal var underlagt Commander, Aircraft, Guadalcanal (ComAirGuadal).
| USMC |                                                                                       | USAAF                                    | USN                                                                                                  | RNZAF          |
| --- | ------------------------------------------------------------------------------------- | ---------------------------------------- | --- | -------------- |
| - VMF-112 - VMF-121 - VMF-122 - VMF-123 - VMF-124 - VMF-212 - VMF-223 - VMF-224 - VMO-251 - VMSB-131 - VMSB-132 - VMSB-141 | - VMSB-142 - VMSB-144 - VMSB-231 - VMSB-232 - VMSB-233 - VMSB-234 - VMJ-152 - VMJ-253 | - 67. jagereskadrille - 11. bombergruppe | - VS-3 - VF-5 - VS-5 - VS-71 - VT-8 Om bord på USS Enterprise - VF-10 - VB-6 - VB-10 - VS-10 - VT-10 | No. 3 Squadron |

## Anvendte flytyper
- F4F Wildcat
- SBD Dauntless
- TBF Avenger
- J2F-5 Duck
- P-39 Airacobra
- PBY Catalina
- Lockheed Hudson (RNZAF)

### Eksterne kilder
- Clubb, Timothy L. (1982). "Cactus air power at Guadalcanal" (pdf). Masters thesis. United States Army Command and General Staff College. Hentet 4. august 2009.{{cite web}}:  CS1-vedligeholdelse: url-status (link)
- Craven, Wesley Frank; James Lea Cate. "Vol. IV, The Pacific: Guadalcanal to Saipan, August 1942 to July 1944". The Army Air Forces in World War II. U.S. Office of Air Force History. Hentet 20. oktober 2006.
- Hanson, David. "A tribute to the Cactus Air Force". Guadalcanal air battles and airmen during the 1942 campaign. Hentet 2006-07-10.
- Hollway, Don (marts 1995). "World War II: The Cactus Air Force Fought at Guadalcanal". Aviation History. Hentet 2006-07-10.. Republished on HistoryNet.com.
- Hough, Frank O.; Ludwig, Verle E.; Shaw, Henry I., Jr. "Pearl Harbor to Guadalcanal". History of U.S. Marine Corps Operations in World War II. Hentet 2006-05-16.
- McKillop, Jack. "Guadalcanal Air War". Arkiveret fra originalen 29. september 2007. Hentet 2007-01-16.- History of U.S. Army air units involved in Guadalcanal campaign.
- Mersky, Peter B. (1993). "Time of the Aces: Marine Pilots in the Solomons, 1942-1944". Marines in World War II Commemorative Series. History and Museums Division, Headquarters, U.S. Marine Corps. Hentet 20. oktober 2006.
- Miller, John Jr. (1949). "GUADALCANAL: THE FIRST OFFENSIVE". UNITED STATES ARMY IN WORLD WAR II. Hentet 2006-07-04.
- Ross, J. M. S. (1955). "Royal New Zealand Air Force" (Electronic book text). The Official History of New Zealand in the Second World War 1939–1945. Victoria University of Wellington. Hentet 2007-02-06.
- Shaw, Henry I. (1992). "First Offensive:  The Marine Campaign For Guadalcanal". Marines in World War II Commemorative Series. Hentet 2006-07-25.
- Sherrod, Robert. "USMC Fighting Squadrons". Cactus Squadrons: Guadalcanal, August 1942 - February 1943. Arkiveret fra originalen 27. januar 2008. Hentet 2006-07-15.
- U.S. Army Air Forces (1992). "Pacific Counterblow:  The 11th Bombardment Group and the 67th Fighter Squadron in the Battle for Guadalcanal". Wings at War. Office of Assistant Chief of Air Staff, Intelligence. Hentet 2006-12-08.
- U.S. Navy. "Chapter XXV:  Campaign in the Solomons". Building the Navy's Bases in World War II:  History of the Bureau of Yards and Docks and the Civil Engineer Corps, 1940-1946. US Department of the Navy, Bureau of Yards and Docks. Hentet 2006-12-08.
- Zimmerman, John L. (1949). "The Guadalcanal Campaign". Marines in World War II Historical Monograph. Hentet 2006-07-04.

## Yderligere læsning
- Deblanc, Jefferson J. (2008). The Guadalcanal Air War: Col. Jefferson Deblanc's Story. Pelican Publishing Company. ISBN 1589805879.
- Mrazek, Robert J. (2008). A Dawn Like Thunder: The True Story of Torpedo Squadron Eight. Little, Brown and Company. ISBN 0316021393.

9°26′S 160°04′Ø / 9.43°S 160.06°Ø